# Lozovata, Teplîk
Lozovata (în ucraineană Лозовата) este un sat în comuna Polohî din raionul Teplîk, regiunea Vinnița, Ucraina.

## Demografie
Componența lingvistică a localității Lozovata
     Ucraineană (93,64%)
     Rusă (2,31%)
Conform recensământului din 2001, majoritatea populației localității Lozovata era vorbitoare de ucraineană (93,64%), existând în minoritate și vorbitori de rusă (2,31%) și armeană (1,16%).